# Карађоз-бегова џамија
Карађоз-бегова џамија је највећа џамија у Херцеговини. Налази се у Мостару, у Улици браће Фејића. Изграђена је 1557—1558, према нацртима славног османлијског архитекте Синана. Надзорник и главни донатор радова био је мостарски мецена Мехмед-бег Карађоз, синовац тадашњег херцеговачког везира Рустема, који је уз џамију изградио и медресу (вјерску школу), као и друге објекте у Мостару.
Претрпјела је велика оштећења током рата у Босни и Херцеговини, али је током рестаурације Старог моста и старог језгра града Мостара 2002—2004. обновљена и отворена у јулу 2004.